# Campiglossa iracunda
Campiglossa iracunda är en tvåvingeart som först beskrevs av Erich Martin Hering 1938.  Campiglossa iracunda ingår i släktet Campiglossa och familjen borrflugor. Inga underarter finns listade.